# Johan Thorsøe
Johan Niels Martinus Thorsøe, född 29 oktober 1834 i Köpenhamn, död 5 augusti 1909 i Köpenhamn, var en dansk tecknare, litograf och fotograf.
Han var son till skomakarmästaren Johan Julius Thorsøe och Ludevine Frederikke Nielsen och gift första gången 1855 med Marie Elisabeth Bruhn och andra gången från 1870 med Johanne Charlotte Henriette Richter. Han utbildade sig till litograf för Emil Bærentzen och Christian Martin Tegner i Köpenhamn.  Därefter utbildade han sig till fotograf innan han flyttad till Sverige. Här arbetade han först som utövande konstnär och utförde ett stort antal porträtt och avbildningar av olika byggnader och kyrkor. För att få en djupare kunskap inom konsten studerade han vid  Kungliga Akademien för de fria konsterna 1857. Han flyttade därefter till Örebro där han drev en fotoateljé 1860–1861 innan han flyttade vidare till Borgå i Finland där han var verksam 1861–1862 innan han slutligen anställdes som fotograf vid Budtz Müllers fotoateljé i Köpenhamn.
Han utförde ett stort antal porträtt av medlemmar av det danska kungahuset, politiker, kulturpersoner och dåtidens kända personligheter. Som illustratör medverkade han med teckningar till l Danmarks industrielle Etablissementer som utgavs 1887–1889. Thorsøe är representerad vid bland annat Den Kongelige Kobberstiksamling och Örebro läns museum. 